# Kasungu (district)
Kasungu is een district in de centrale regio van Malawi. De hoofdstad van het district heet ook Kasungu. Het district heeft een inwoneraantal van 480.659 en een oppervlakte van 7878 km².

## Geboren in Kasungu
- Hastings Kamuzu Banda (1898-1997), predident van Malawi (1966-1994)